# Peyerimhoffina gracilis
Peyerimhoffina gracilis là một loài côn trùng trong họ Chrysopidae thuộc bộ Neuroptera. Loài này được Schneider miêu tả năm 1851.